# Chantaje
"Chantaje" é uma canção gravada pela artista musical colombiana Shakira, com a participação do artista musical compatriota Maluma. A música foi lançada como primeiro single do décimo primeiro álbum de estúdio de Shakira, El dorado (2017), em 28 de outubro de 2016, pela Ace Entertainment. A música foi escrita por Shakira, Maluma, Joel Antonio López Castro, Kevin Maurício Jiménez Londoño e Bryan Snaider Lezcano Chaverra. Foi produzido por Shakira, Maluma, Chan "El Genio" (Rude Boyz) e Kevin Jiménez ADG. Maluma e Shakira já colaboraram juntos em um remix de "La Bicicleta" do cantor Carlos Vives.
"Chantaje" é uma música pop e reggaeton. Liricamente, a música foi considerada uma "batalha dos sexos", onde o protagonista masculino não tem certeza de onde ele está com sua namorada e a protagonista não esclarece as coisas. O videoclipe de "Chantaje" foi filmado em Barcelona, Espanha, com o diretor e colaborador de longa data de Shakira, Jaume de Laiguana. Comercialmente, a canção liderou as tabelas da Espanha, Chile, México e no Billboard Latin Songs, enquanto também ficou entre os dez melhores na Colômbia, Argentina, Portugal e Suíça. A canção foi nomeada para Gravação do Ano, Canção do Ano e Melhor Performance de Fusão Urbana no Grammy Latino de 2018.

## Antecedentes e lançamento
Antes da colaboração em "Chantaje", Maluma foi convidado para um remix oficial de "La bicicleta", de Carlos Vives e Shakira. Em setembro de 2016, Maluma foi à Barcelona para compor, produzir e gravar a colaboração com Shakira e sua equipe no estúdio de gravação da cantora. Maluma confessou a Billboard de que não poderia perder a oportunidade de trabalhar com Shakira de novo". A colaboração foi possível graças a Sony Music que propôs a ideia dos dois artistas trabalharem de novo, pós o remix de "La Bicicleta". Maluma também comentou sobre Shakira, dizendo "Foi uma experiência incríve. [...] Ela é uma ótima artista, assim como, uma ótima compositora. Eu aprendi muito. Antes de lançarem a canção, Shakira começou a compartilhar pistas em sua conta no Instagram. Na primeira foto, Shakira está com uma cartola e um coelho, fazendo referência ao primeiro álbum da cantora e de Maluma, ambos chamados "Magia"; a segunda foto contém um desenho de uma coroa em um quadro branco, referente a tatuagem de coroa de Maluma; e a terceira foto Shakira está segurando um poste com a foto de Alejandro Sanz (que significa sei apelido) + TA + G que significa o nome da música, "Chantaje". Depois a cantora compartilhou a capa da canção, contendo ambos artistas. Eventualmente, o single foi lançado no dia 28 de outubro de 2016 por "download digital" através da Ace Entertainment.

## Composição
A canção foi composta por Shakira e Maluma juntamente de Joel Antonio López Castro, Kevin Mauricio Jiménez Londoño e Bryan Snaider Lezcano Chaverra e produzida por Shakira, Maluma, Chan "El Genio" (Rude Boyz) e Kevin Jiménez ADG.  Chantaje é uma música pop e uma canção  reggaeton. com sintetizadores tropicais ao fundo. Liricamente, a música é uma perseguição "entre um homem lascivo e uma mulher inatingível.

## Recepção da crítica
Jon Pareles do The New York Times foi positivo notando que, "Shakira é mais intensa quando canta em espanhol, vigorosa e mais comprometida", chamando a canção de "uma reggaetón escassa, insinuantemente cativante da batalha dos sexos". Jeff Nelson da revista People a nomeou como "um doce sexy e leve", enquanto Diana Martin do E! Online escreveu que a canção é classificada em todos os tipos de sexy e infecciosa. Lucy Morris do Digital Spy admitiu: "Podemos não ter ideia do que significa a letra, mas a canção é contagiante". Mike Wass do Idolator opinou que a canção "é instantaneamente humilde, independentemente de suas habilidades de língua espanhola e você terá que se mover antes do final do primeiro verso é uma vencedora e tem o potencial de ser uma "La Tortura" um hit de tamanho cruzado".

## Performance comercial
Na Espanha, "Chantaje" entrou no gráfico da PROMUSICAE no número oito e alcançou o número um na semana seguinte, tornando-se o oitavo número um da Shakira, no país. Nos Estados Unidos, a música estreou no número um na parada da Hot Latin Songs, "tornando-se a 14ª faixa a estrear no topo do gráfico em seus 30 anos de história", conforme relatado por Amaya Mendizabal da Billboard. Também é o décimo primeiro número da cantora no gráfico e o primeiro de Maluma. Com as suas vendas de 13 mil downloads digitais, a música se tornou a segunda maior semana de vendas para uma faixa de língua espanhola em 2016. "Chantaje" também estreou no número 96 no Billboard Hot 100, tornando-se a 19ª estreia de Shakira e o primeiro de Maluma. Em sua oitava semana de gráficos, a música conseguiu saltar do número 65, para o número 51, tornando-se o mais alto single de Shakira na Hot 100 espanhol desde "La Tortura" (2005). Na mesma semana, a música passou a oitava semana não consecutiva no topo da Latin Songs, combinando a quantidade de tempo que "Hips Don't Lie" ficou em 2006, ao mesmo tempo que se tornou seu segundo maior single de gráficos, ficando onze semanas no número um. Foi certificado de 16× Platina pelo programa de certificação latino da RIAA, liberando vendas de mais de 960,000 unidades.
Na França, a música estreou no número 36 na semana em 11 de novembro de 2016. Mais tarde, caiu para o números 91 e 126, nas semanas seguintes, antes de escalar mais uma vez para o número 76. Depois de passar três semanas escalando nas paradas, "Chantaje" chegou ao número quarenta pela segunda vez, indo para o número quarenta. Cinco semanas depois, a música conseguiu escalar do número 22 para o número 14, tornando-se o décimo quinto maior e mais alto single de Shakira e mais alto desde "Dare (La La La)" (2014). Na Itália, "Chantaje" estreou no número 15 e ficou no número 11 por duas semanas. Na Holanda, "Chantaje" conseguiu atingir o pico de número 18, tornando-se o seu maior single de gráficos desde "Waka Waka (This Time For Africa)" (2010). Na Suíça, a música alcançou o número 10, tornando-se o décimo quinto, décimo primeiro single de Shakira.

## Vídeoclipe
O videoclipe O videoclipe foi filmado em Barcelona, nos dias 13 e 14 de outubro de 2016, e foi dirigido pelo diretor e fotógrafo espanhol Jaume de Laiguana, que já dirigiu vários videoclipes de Shakira. O vídeo oficial da canção foi lançado em 16 de novembro, enquanto o videoclipe oficial foi lançado em 18 de novembro de 2016. No começo do videoclipe, "Shakira passeia por uma bodega com seu porco de estimação em uma coleira e sua juba selvagem de cabelo escondido sob uma peruca rosa." conforme descrito por Sarah, da Rolling Stone. "Ela então o atrai para um bar subterrâneo", como Billboard acrescentou, enquanto também "girando [seus] quadris do topo da barra para o banheiro masculino, onde ela serpenteia, chuta e mói sozinho em meio aos mictórios".
A música ganhou 100 milhões de visualizações em apenas 19 dias, quebrando o recorde anterior de 21 dias e se tornando o vídeo espanhol mais rápido de todos os tempos. Em 19 de dezembro de 2016, a música se tornou o sétimo vídeo mais rápido a chegar a 200 milhões de visualizações, em apenas 31 dias. Nos primeiros meses de seu lançamento, o vídeo passou sete semanas recebendo o maior número de visualizações 24 horas por dia no YouTube. Em julho de 2018, o vídeo tinha mais de 2,2 bilhões de visualizações no YouTube, tornando-o o 18º vídeo mais visto do YouTube. Foi também o segundo vídeo mais visto no Vevo em 2017, depois de "Despacito". Em 7 de abril de 2017, alcançou 1 bilhão de visualizações, tornando-se o segundo vídeo de Shakira que excedeu o marco e o terceiro vídeo mais rápido a atingir 1 bilhão de visualizações.

### Versão Salsa
No dia 2 de fevereiro, Shakira comemorou seu aniversário com uma versão salsa de "Chantaje" com Chelito de Castro.

## Performances ao vivo
Shakira interpretou "Chantaje" com o vocalista principal do Coldplay, Chris Martin no Global Citizen Festival Hamburg em 6 de julho de 2017.

## Créditos
- Shakira – vocais, compositora, produtora
- Maluma – vocais, compositor, produtor
- Joel Antonio López Castro – compositor
- Kevin Mauricio Jiménez Londoño – compositor, produtor
- Bryan Snaider Lezcano Chaverra – compositor
- Chan "El Genio" (Rude Boyz) – produtor
- Dave Clauss – Engenheiro de mixagem
- Adam Ayan – Engenheiro de masterização

Creditos adaptados do Tidal.

## Desempenho nas tabelas musicais
| Tabelas (2016–17)                              | Maior posição |
| ---------------------------------------------- | ------------- |
| O campo songid é OBRIGATÓRIO PARA PARADA ALEMÃ | 20            |
| Argentina (CAPIF)                              | 1             |
| Argentina (Monitor Latino)                     | 4             |
| Áustria (Ö3 Austria Top 75)                    | 41            |
| Bélgica (Ultratop 50 de Flandres)              | 11            |
| Bélgica (Ultratop 50 da Valônia)               | 19            |
| Brasil (Hot 100 Airplay)                       | 1             |
| Bulgária (IFPI)                                | 3             |
| Estados Unidos (Billboard Hot 100)             | 51            |
| Estados Unidos (Billboard Hot Latin Songs)     | 1             |
| Estados Unidos (Billboard Tropical Airplay)    | 19            |
| Canadá (Canadian Hot 100)                      | 50            |
| Colômbia (National-Report)                     | 2             |
| Eslováquia (Singles Digitál Top 100)           | 28            |
| Eslováquia (SloTop50)                          | 24            |
| Espanha (PROMUSICAE)                           | 1             |
| Finlândia (Latauslista Download)               | 23            |
| Finlândia (Philippine Hot 100)                 | 45            |
| França (SNEP)                                  | 13            |
| Israel (Media Forest)                          | 8             |
| Irlanda (IRMA)                                 | 91            |
| Itália (FIMI)                                  | 11            |
| México (Billboard)                             | 1             |
| México (Monitor Latino)                        | 1             |
| Países Baixos (Dutch Top 40)                   | 25            |
| Países Baixos (Single Top 100)                 | 18            |
| Panamá (Monitor Latino)                        | 3             |
| Portugal (AFP)                                 | 3             |
| República Checa (Singles Digitál Top 100)      | 44            |
| República Dominicana (National-Report)         | 1             |
| República Dominicana (Monitor Latino)          | 10            |
| Romênia (Media Forest)                         | 2             |
| Suécia (Sverigetopplistan)                     | 54            |
| Suíça (Schweizer Hitparade)                    | 10            |
| Uruguai (Monitor Latino)                       | 1             |
| Venezuela (National-Report)                    | 2             |

| Chart (2016)                      | Posição |
| --------------------------------- | ------- |
| Espanha (PROMUSICAE)              | 77      |
| Chart (2017)                      | Posição |
| Alemanha (Official German Charts) | 100     |
| Argentina (Monitor Latino)        | 13      |
| Argentina (Ultratop Flanders)     | 60      |
| Bélgica (Ultratop Wallonia)       | 77      |
| Bolívia (Monitor Latino)          | 24      |
| Chile (Monitor Latino)            | 9       |
| Equador (Monitor Latino)          | 41      |
| Espanha (PROMUSICAE)              | 11      |
| EUA (Billboard Hot Latin Songs)   | 3       |
| EUA (Billboard Latin Pop Songs)   | 11      |
| França (SNEP)                     | 39      |
| Guatemala (Monitor Latino)        | 7       |
| Israel (Media Forest)             | 10      |
| Itália (FIMI)                     | 39      |
| Países Baixos (Single Top 100)    | 100     |
| Panamá (Monitor Latino)           | 6       |
| Paraguai (Monitor Latino)         | 13      |
| Peru (Monitor Latino)             | 33      |
| Suíça (Schweizer Hitparade)       | 26      |
| Uruguai (Monitor Latino)          | 3       |

## Vendas e certificações
| Região | Certificação          | Vendas   |
| --- | --------------------- | -------- |
| Alemanha (BVMI) | Ouro                  | 200,000^ |
| Brasil (Pro-Música Brasil) | 3× Diamante           | 480,000* |
| Bélgica (BEA) | Platina               | 30,000*  |
| Canadá (Music Canada) | Platina               | 177,000  |
| Dinamarca (IFPI Dinamarca) | Ouro                  | 45,000^  |
| Espanha (PROMUSICAE) | 5× Platina            | 200,000^ |
| Estados Unidos (RIAA) | 16× Platina           | 960,000‡ |
| França (SNEP) | Diamante              | 250,000* |
| Itália (FIMI) | 3× Platina            | 150,000‡ |
| México (AMPROFON) | Diamante+Platina+Ouro | 510,000* |
| Polônia (ZPAV) | Platina               | 20,000*  |
| Portugal (AFP) | Platina               | 10,000‡  |
| Reino Unido (BPI) | Prata                 | 200,000‡ |
| Suécia (GLF) | Platina               | 40,000^  |
| Suíça (IFPI Suíça) | Platina               | 30,000^  |
| *números de vendas baseados somente na certificação ^distribuições baseadas apenas na certificação ‡vendas+valores de streaming baseados somente na certificação |                       |          |

## Histórico de lançamento
| País           | Data                  | Formato                | Gravadora         | Ref.    |
| -------------- | --------------------- | ---------------------- | ----------------- | ------- |
| Estados Unidos | 28 de outubro de 2016 | Download digital       | Ace Entertainment | [ 7 ]   |
| Itália         | 28 de outubro de 2016 | Contemporary hit radio | Sony Music        | [ 102 ] |